# Private Snafu
Private Snafu (de l'anglès, soldat ras Snafu) és el personatge principal d'una sèrie de curtmetratges d'animació per a adults en blanc i negre, de to irònic i humorístic, que es van produir entre el 1943 i el 1945 durant la Segona Guerra Mundial. Les pel·lícules van ser dissenyades per instruir el personal de servei sobre seguretat, hàbits sanitaris adequats, trampes explosives i altres temes militars, i per millorar la moral de les tropes. Principalment, demostren les conseqüències negatives de fer les coses malament.
El nom del personatge principal és un acrònim a l'argot militar SNAFU (Situation Normal: All Fucked Up; Situació Normal: Tot fotut).
La sèrie va ser dirigida per Chuck Jones i altres prominents animadors de Hollywood, i la veu del soldat Snafu va ser interpretada per Mel Blanc.

## Antecedents
El personatge va ser creat pel director Frank Capra, president de la Primera Unitat Cinematogràfica de la Força Aèria dels Estats Units d'Amèrica, i la majoria van ser escrits per Theodor «Dr. Seuss» Geisel, Philip D. Eastman i Munro Leaf. Tot i que l'Exèrcit dels Estats Units d'Amèrica va donar a Walt Disney la primera oportunitat de crear els dibuixos animats, Leon Schlesinger, de l'estudi d'animació Warner Bros, va oferir dos terços menys que Disney i va guanyar el contracte. Disney també exigia la propietat exclusiva del personatge i els drets de comercialització. Els dibuixos animats representaven així una col·laboració de múltiples talents d'alguns dels millors d'Amèrica en els seus camps respectius, cosa comuna en l'esforç de la guerra.
L'objectiu era ajudar els homes allistats amb poca capacitat de lectura i escriptura a aprendre a través dels dibuixos animats (i també dels còmics suplementaris). Presentaven un llenguatge simple, il·lustracions picants, blasfèmia lleu i moralitat subtil. El soldat Snafu va fer (gairebé) tot malament, de manera que el seu exemple negatiu va ensenyar lliçons bàsiques sobre el secret, la prevenció de malalties i els protocols militars adequats.
Els dibuixos animats del soldat Snafu eren un secret militar, només per a les forces armades. Les enquestes per determinar els favorits dels soldats van mostrar que els dibuixos de Snafu normalment es classificaven com les més altes puntuacions o les segones més altes. Cada curtmetratge va ser produït en sis setmanes. Els curtmetratges eren documents classificats del govern. Martha Sigall, empleada del departament de tinta i pintura, recordava les mesures de seguretat del govern imposades al personal que hi treballava. Calia prendre'ls les empremtes digitals i donar-los autorització de seguretat del FBI. També havien de portar targetes d'identificació a la feina. Als treballadors del departament de tinta i pintura se'ls donaven només deu cels alhora intentant evitar que es descobrís el contingut de la història.
- Coming!! Snafu, el primer episodi que presenta al soldat Snafu, dirigit per Chuck Jones, 1943

El nom «Private Snafu» prové de l'acrònim militar no oficial SNAFU (Situation Normal: All Fucked Up; Situació Normal: Tot fotut), amb el narrador inicial a la primera vinyeta simplement insinuant el seu significat habitual com a Situation Normal, All. .. All Fouled Up! (Situació normal, tot... tot malament!).

## Contingut
Els curtmetratges no tenien que ser sotmesos a l'aprovació de l'administració del codi de la Motion Picture Association (Associació Cinematogràfica) i, per tant, no estaven subjectes a la Motion Picture Production Code (Codi de Producció Cinematogràfica). La majoria dels curtmetratges de Private Snafu son educatius, i encara que el Departament de Guerra tenia que aprovar els guions gràfics, als directors de la Warner els permetia una gran llibertat per a fer dibuixos animats entretinguts. A través del seu comportament irresponsable, Snafu mostra als soldats que no han de fer en la guerra. En Private Snafu vs. Malaria Mike, per exemple, Snafu no pren els seus medicaments contra la malària o no usa el seu repel·lent, permetent que un mosquit l'atrapi literalment. A Spies (Espies), Snafu filtra informació classificada a poc a poc fins que els enemics de l'Eix la reconstrueixen, embosquen la seva nau de transport i literalment el volen en trossos. Sis dels curtmetratges de Snafu acaben amb ell mort per la seva estupidesa: Spies (volat per torpedes submarins enemics), Booby Traps (Trampes explosives, volat per una bomba amagada dins d'un piano), The Goldbrick (El lingot d'or, atropellat per un tanc enemic), A Lecture on Camouflage (Una conferència sobre el camuflatge, una gran bomba enemiga li cau a sobre), Private Snafu vs. Malaria Mike (mort per malària), i Going Home (Tornant a casa, atropellat per un tramvia).
Els nous curtmetratges de Snafu presenten un personatge anomenat Technical Fairy, First Class (Fada Tècnic, Primera Classe). Technical Fairy és un militar en miniatura, sense afaitar, fumador de cigars, amb ales de fada on porta la insígnia d'un technical sergeant (sergent tècnic), i que només porta mitjons, pantalons curts i un barret com a uniforme. Quan apareix, concedeix els desitjos de Snafu, la majoria dels quals impliquen saltar-se el protocol o intentar fer les coses de manera ràpida i descurada. Els resultats solen acabar en desastre, amb Technical Fairy ensenyant a Snafu una valuosa lliçó sobre el procediment militar adequat. Per exemple, a l'animació de 1944 Snafuperman, Technical Fairy transforma el soldat Snafu al superheroi Snafuperman, que porta la poca traça a un nivell superpoderós per la seva distracció.
No obstant, més tard a la guerra, les pallassades de Snafu es van semblar més a les del seu company de la Warner, Bugs Bunny, un heroi intel·ligent que s'enfronta a l'enemic de front. Les animacions estaven destinades a un públic de soldats (com a part del noticiari quinzenal de la revista Army-Navy Screen), per la qual cosa són força arriscades per als estàndards de la dècada del 1940, amb malediccions menors, soldats nus i moltes dones amb prou feines vestides (i fins i tot semidespullades). Les representacions dels japonesos i els alemanys són hostils i còmiques, com als Estats Units d'Amèrica en temps de guerra.
Els curtmetratges de Snafu són notables perquè van ser produïts durant l'Edat d'Or de l'animació de la Warner Bros. Directors com Chuck Jones, Friz Freleng, Bob Clampett i Frank Tashlin van treballar-hi, i els seus estils característics estan al màxim nivell. P. D. Eastman va ser escriptor i artista de guions gràfics per als curtmetratges de Snafu. Les caracteritzacions de veu van ser proporcionades pel cèlebre Mel Blanc (la veu del soldat Snafu era similar a la caracterització del Bugs Bunny de Blanc, i el mateix Bugs Bunny va fer aparicions en els episodis de Snafu Gas i Three Brothers). Cap al final de la guerra, altres estudis van començar a produir també curtmetratges de Snafu, encara que alguns mai van arribar al cel·luloide abans que acabés la guerra. Gràcies a les pel·lícules de Snafu es van mantenir oberts els estudis d'animació durant la guerra, produint aquestes pel·lícules d'entrenament, els estudis van ser declarats una indústria essencial.
Des de llavors, el personatge ha fet un parell de breus aparicions: l'episodi d'Animaniacs Boot Camping té un personatge molt semblant a Private Snafu, i l'episodi de Futurama I Dated a Robot mostra Private Snafu a la pantalla de vídeo muntada en un edifici durant uns segons als crèdits d'obertura.
Encara que Private Snafu mai va ser oficialment un personatge de dibuixos animats quan es va llançar la sèrie el 1943 (amb el primer curtmetratge Coming! Snafu, dirigit per Chuck Jones), un proto-Snafu apareix, sense nom i en color, al dibuix animat The Draft Horse de Jones, estrenat en sales de cinema un any abans, el 9 de maig de 1942. Aquesta aparició serviria com a base per al personatge de Snafu a la sèrie.
La 24a pel·lícula de la sèrie, Going Home (Tornant a casa), produïda el 1945, no es va estrenar mai. La premissa era quin mal es podria produir si un soldat de permís parlés massa sobre les operacions militars de la seva unitat. A la pel·lícula, Snafu parla amb la seva nòvia d'una «arma secreta» que era inquietantment (i involuntàriament) similar a les bombes atòmiques que s'estaven desenvolupant i que van ser llançades sobre Hiroshima i Nagasaki.
En 1946, es va planificar una sèrie de dibuixos animats per a l'Armada amb el germà del soldat Snafu, Seaman Tarfu (mariner Tarfu) (per Things Are Really Fucked Up, Les coses estan realment fotudes), però la guerra va arribar a la seva fi i el projecte mai es va materialitzar, excepte per un sol dibuix animat titulat Private Snafu Presents Seaman Tarfu in the Navy (El soldat Snafu presenta el mariner Tarfu a l'Armada). En el dibuix animat Three Brothers (Tres germans), es revela que Snafu té dos germans, un cuidador de coloms missatgers anomenat Tarfu i un entrenador de gossos anomenat Fubar (per Fucked Up Beyond All Recognition, Fotut més enllà de tot reconeixement).

## Disponibilitat
Com a treball ara desclassificat del govern dels Estats Units d'Amèrica, els curtmetratges de Private Snafu són de domini públic i, per tant, estan disponibles gratuïtament a nombrosos llocs, inclosos YouTube i l'Internet Archive.
A més, la Warner Home Video va incloure curtmetratges de Private Snafu com a material extra a la seva Looney Tunes Golden Collection (Col·lecció daurada de Looney Tunes). Altres DVDs comercials estan disponibles a Thunderbean Animation, que va llançar un DVD que conté tots els dibuixos animats de Snafu titulat Private Snafu Golden Classics, i Bosko Video.
Almenys un dels curtmetratges del Private Snafu es va fer servir com a peça d'exhibició: El curtmetratge Spies va ser usat per a l'exhibició de la Segona Guerra Mundial al Museu Internacional d'Espies.
Els curtmetratges de Private Snafu van ser llançats a Blu-ray el 19 de novembre de 2015 per Thunderbean.

## Impacte en la literatura infantil
Segons un estudi de postguerra dels dibuixos animats de Snafu, les experiències en temps de guerra dels autors Theodor Seuss Geisel (Dr. Seuss), Philip D. Eastman i Munro Leaf van donar forma als seus exitosos llibres infantils de postguerra, especialment l'ús de un llenguatge senzill, i alguns dels temes. El Dr. Seuss va escriure The Cat in the Hat (El gat al barret, 1957) perquè Geisel creia que els àmpliament utilitzats llibres d'iniciació de Dick i Jane eren massa avorrits per animar els nens a llegir. Geisel, Eastman i Leaf van escriure llibres dissenyats per promoure la responsabilitat personal, la conservació i el respecte pel multiculturalisme, mentre ensenyaven i acceptaven la realitat de les diferències de sexe. Algunes caracteritzacions racials es consideren qüestionables avui dia. Els personatges de Geisel eren sovint retratats com a rebels que mostraven independència de criteri. D'altra banda, els personatges d'Eastman típicament abraçaven la saviesa de les figures d'autoritat. Els herois de Leaf eren al mig, i semblaven més ambigus cap a la independència i l'autoritat.

## Filmografia

### Private Snafu
Nota: Tots els curtmetratges van ser creats per al Departament de Guerra dels Estats Units d'Amèrica i van ser creats per la Warner Bros. Animation, a no ser que s'indiqui el contrari. Les pel·lícules, que es van produir per al govern dels Estats Units d'Amèrica, són de domini públic.
| Títol                                                                                                 | Director      | Data d'estrena                       | Video | Notes |
| --- | ------------- | ------------------------------------ | ----- | --- |
| Coming!! Snafu Comencem!! Snafu                                                                       | Chuck Jones   | 28 de juny de 1943                   |       | Episodi pilot de Private Snafu Narrat per Frank Graham |
| Gripes Grip                                                                                           | Friz Freleng  | 5 de juliol de 1943                  |       | Totes les veus són proporcionades per Mel Blanc |
| Spies Espies                                                                                          | Chuck Jones   | 9 d'agost de 1943                    |       | Va ser vist (amb parts tallades per al contingut) a l'especial de Cartoon Network ToonHeads: The Lost Cartoons.                                                                             |
| The Goldbrick El lingot d'or                                                                          | Frank Tashlin | 13 de setembre de 1943               |       | |
| The Infantry Blues El Blues de la infanteria                                                          | Chuck Jones   | 20 de setembre de 1943               |       | |
| Fighting Tools Eines de lluita                                                                        | Bob Clampett  | 18 d'octubre de 1943                 |       | Aparició de l'Ànec Daffy com Pare Ànec. Un breu subtitular de diari diu «Àdolf Hitler se suïcida»; això no passarà fins després de 18 mesos.                                                |
| The Home Front La llar del front                                                                      | Frank Tashlin | 15 de novembre de 1943               |       | |
| Rumors                                                                                                | Friz Freleng  | 13 de desembre de 1943               |       | |
| Booby Traps Trampes explosives                                                                        | Bob Clampett  | 10 de gener de 1944                  |       | Primera aparició de l'acudit de la bomba musical «Endearing Young Charms», que es reutilitzaria en dos curtmetratges de Bugs Bunny, i dos curtmetratges de Wile E. Coyote i el Correcamins. |
| Snafuperman                                                                                           | Friz Freleng  | 6 de març de 1944                    |       | |
| Private Snafu vs. Malaria Mike Private Snafu contra Malaria Mike                                      | Chuck Jones   | 27 de març de 1944                   |       | |
| A Lecture on Camouflage Una conferència sobre el camuflatge                                           | Chuck Jones   | 24 d'abril de 1944                   |       | |
| Gas                                                                                                   | Chuck Jones   | 29 de maig de 1944                   |       | Bugs Bunny fa una aparició, sent tret de la bossa de la màscara de gas de Snafu. |
| Going Home Tornant a casa                                                                             | Chuck Jones   | 5 de juny de 1944                    |       | |
| The Chow Hound El golafre                                                                             | Frank Tashlin | 19 de juny de 1944                   |       | |
| Censored Censurat                                                                                     | Frank Tashlin | 17 de juliol de 1944                 |       | |
| Outpost Lloc avançat                                                                                  | Chuck Jones   | 28 d'agost de 1944                   |       | |
| Payday Dia de pagament                                                                                | Friz Freleng  | 25 de setembre de 1944               |       | |
| Target: Snafu Objectiu: Snafu                                                                         | Friz Freleng  | 23 d'octubre de 1944                 |       | |
| Three Brothers Tres germans                                                                           | Friz Freleng  | 4 de desembre de 1944                |       | Bugs Bunny fa una aparició a l'escena en què Fubar intenta fugir dels gossos. |
| In the Aleutians – Isles of Enchantment A les Aleutianes - Illes de l'encant                          | Chuck Jones   | 12 de febrer de 1945                 |       | |
| It's Murder She Says És un assassinat, diu ella                                                       | Chuck Jones   | 26 de febrer de 1945                 |       | |
| Hot Spot Zona calenta                                                                                 | Friz Freleng  | 2 de juliol de 1945                  |       | |
| No Buddy Atoll Atoll no-amic                                                                          | Chuck Jones   | 8 d'octubre de 1945                  |       | |
| Operation Snafu Operació Snafu                                                                        | Friz Freleng  | 22 de desembre de 1945               |       | |
| Secrets of the Caribbean Secrets del Carib                                                            | Chuck Jones   | No realitzada (planejada per a 1945) |       | Pel·lícula perduda |
| Private Snafu Presents Seaman Tarfu in the Navy El soldat Snafu presenta el mariner Tarfu a la Marina | Hugh Harman   | 1946                                 |       | |
| A Hitch in Time Un reenganxament a temps                                                              | Chuck Jones   | 1r de gener de 1955                  |       | L'únic curtmetratge de Private Snafu no produït per la Warner Bros; produït per Harman i Ising.                                                                                             |

### Altres animacions
Estrenades
| Títol                                                                                          | Data | Director     | Estudi           | Notes                           |
| ---------------------------------------------------------------------------------------------- | ---- | ------------ | ---------------- | ------------------------------- |
| AIR&NAVY / China / Safety AIR & NAVY / Xina / Seguretat                                        | 1944 | desconegut   | MGM              | Snafu apareix en el tercer acte |
| US Soldier / Bullet / Diarrhea and Dysentery Soldat estatunidenc / Bala / Diarrea i disenteria | 1944 | desconegut   | MGM i UPA        | Snafu apareix en el tercer acte |
| USS Iowa / Brain / Shoes USS Iowa / Cervell / Sabates                                          | 1944 | desconegut   | MGM              | Snafu apareix en el tercer acte |
| Chaplin Corps / Accidents / Gas Cos Chaplin / Accidents / Gas                                  | 1944 | desconegut   | MGM              | Snafu apareix en el segon acte  |
| Voting for Servicemen Overseas Votacions per a militars a l'estranger                          | 1944 | desconegut   | Estudi de Disney |                                 |
| Venereal Disease Malaltia venèria                                                              | 1944 | desconegut   | Estudi de Disney | Pel·lícula perduda              |
| Inflation Inflació                                                                             | 1945 | Osmond Evans | UPA              |                                 |
| About Fear Sobre la por                                                                        | 1945 | Osmond Evans | UPA              |                                 |
| Japan Japó                                                                                     | 1945 | Osmond Evans | UPA              |                                 |
| Lend / Lease Préstec / Arrendament                                                             | 1945 | desconegut   | UPA              |                                 |
| G.I. Bill of Rights                                                                            | 1946 | desconegut   | Estudi de Disney |                                 |

A més, Weapons of War (Armes de guerra, 1945) va ser planejada originalment per a ser part de la sèrie Few Quick Facts però va ser deixada fora. A més, Another Change (Un altre canvi, 1945), produïda per Disney, probablement també es va deixar fora de la sèrie Few Quick Series.
No produïdes:
| Títol                                                                                      | Data                  | Director    | Estudi       |
| ------------------------------------------------------------------------------------------ | --------------------- | ----------- | ------------ |
| Mop Up (How to Get a Fat Jap Out of a Cave) Neteja (Com treure un japonès gros d'una cova) | Planificat per a 1946 | Tex Avery   | MGM          |
| Tuscarora                                                                                  | Planificat per a 1946 | Hugh Harman | Harman-Ising |

## Animacions semblants
Tot i que el Private Snafu és conegut per educar soldats militars, es van produir algunes altres sèries similars amb finalitats lleugerament diferents. Produït per la Walter Lantz Productions i més tard la Warner Bros. Cartoons, Mr. Hook va ser creat per animar el personal de la Marina dels Estats Units d'Amèrica a comprar bons de guerra i mantenir-los fins al final de la guerra.
- The Return of Mr. Hook, 1945

També al mateix temps, Hugh Harman Productions va crear una sèrie curtmetratges anomenada Commandments for Health, juntament amb un personatge anomenat Private McGillicuddy. McGillicuddy era un mariner estatunidenc que era semblant a Snafu (de fet, tots dos tenen la veu de Mel Blanc), però els seus curtmetratges utilitzen un major èmfasi en l'educació sobre la salut d'un soldat de la marina. Els dibuixos animats també utilitzen animació limitada, que no seria una tècnica d'animació comuna fins a finals de la dècada del 1950.